# Обыкновенная кривохвостка
Обыкновенная кривохвостка (лат. Aeoliscus strigatus) — вид морских лучепёрых рыб из семейства кривохвостковых (Centriscidae). Морские придонные рыбы. Широко распространены в Индо-Тихоокеанской области. Максимальная длина тела 15 см.

## Описание
Тело очень сильно сжато с боков, с острым вентральным краем; дорсальный профиль тела прямой; почти полностью покрыто тонкими, прозрачными костными пластинками. Рыло удлинённое; трубкообразное; челюсти длинные, похожие на пинцет; рот крошечный, беззубый. Межглазничное пространство выпуклое, бороздчатое; продольная борозда отсутствует. На самом конце тела расположена длинная, членистая, острая колючка, за которой следуют две короткие колючки. Первая колючка шарнирно закреплена у основания, что делает её подвижной; окончание колючки также подвижно. Спинной плавник с 10 мягкими лучами и хвостовой плавник расположены в задней части тела и смещены на вентральную сторону. В анальном плавнике 12 мягких лучей. Грудные плавники большие, с 11—12 мягкими лучами. Маленькие брюшные плавники расположены на середине тела. Боковая линия отсутствует. Максимальная длина тела 15 см.

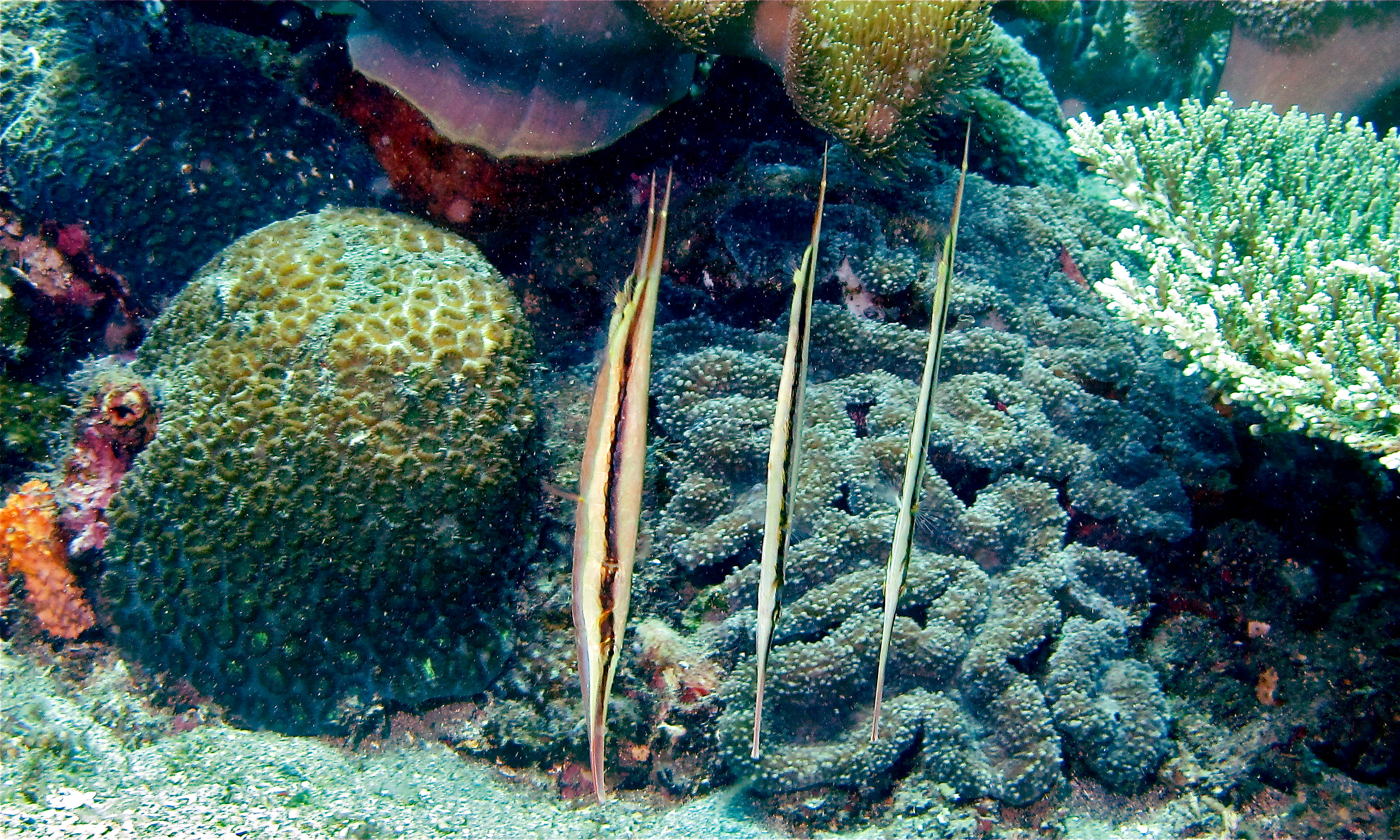

Окраска тела варьирует в зависимости от условий окружающей среды. Верхняя часть тела может быть от желтовато-коричневого до бледно- зелёного цвета; бока серебристые с тёмной линией, проходящей по середине тела от рыла до хвостового плавника. Особи, обитающие среди водной растительности, обычно зеленовато-жёлтые с размытой полосой, а обитающие над песчаными или гравийными грунтами — более бледные с чёрной срединной полосой.

## Биология
Морские придонные рыбы. Обитают на коралловых рифах в защищенных бухтах на глубине от одного до 42 м. Медленно плавают небольшими стайками в вертикальном положении головой вниз и спиной вперёд. Часто наблюдаются среди восьмилучевых, мадрепоровых и чёрных кораллов, морских лилий и морских ежей семейства Diadematidae, а также среди морских трав. Питаются мелким зоопланктоном. Отмечены онтогенетические сдвиги в спектре питания: молодь питается преимущественно копеподами, а взрослые особи предпочитают планктонных бокоплавов.

## Ареал
Широко распространены в Индо-Тихоокеанской области от восточной Африки (включая Мадагаскар, Коморские и Сейшельские острова) до Австралии и Новой Каледонии; на север до Японии. В Австралии встречаются от полуострова Кейп-Йорк до севера Новый Южный Уэльс.